# Arsthinol
Arsthinol (INN) là một chất chống nguyên sinh. Nó được tổng hợp lần đầu tiên vào năm 1949 bởi Ernst AH Friedheim bằng cách tạo phức hợp acetarsol với 2,3- dimercaptopropanol (chất chống Lewisite của Anh)  và đã được chứng minh là có hiệu quả chống lại bệnh amip và bệnh quai bị. Nó đã được đưa ra thị trường vài năm sau đó bởi Endo Products (Balarsen, Tablets, 0,1 g). Trong số các chất hữu cơ hóa trị ba, arthinol được coi là dung nạp rất tốt. Gần đây, nó đã được nghiên cứu cho hoạt động chống ung thư của nó.